# Lelepa (île)
Pour les articles homonymes, voir Lelepa.
Lelepa (ou Lélépa) est une île située au centre du Vanuatu et au nord-ouest de l’île d'Éfaté.

## Description et caractéristiques
L'île est longue d’environ 5 kilomètres pour une superficie d'environ (7 km2). Le point culminant de l’île est le mont Tift à 202 mètres d'altitude. La population de Lelepa est d’environ 500 personnes. Le village principal, Natapao, situé au sud-est de l’île, abrite environ 350 personnes. Au nord se trouve le village de Lelo. Il existe une école maternelle, une école et deux églises sur l'île, l'une de culte presbytérien et l'autre adventiste).
L'île n'est situé qu'à un kilomètre au nord-ouest de l’île d'Éfaté dont elle est séparée par le Canal Hilliard.
Avec les îles voisines de Moso et Efate, Lelepa forme la baie de Havannah, du nom du bateau britannique HMS Havannah qui y a jeté l’ancre à deux reprises en 1849 et 1850.
La langue locale est le lelepa, parlée par environ 400 personnes. Elle est parfois considérée comme un dialecte de l’éfaté du Sud.

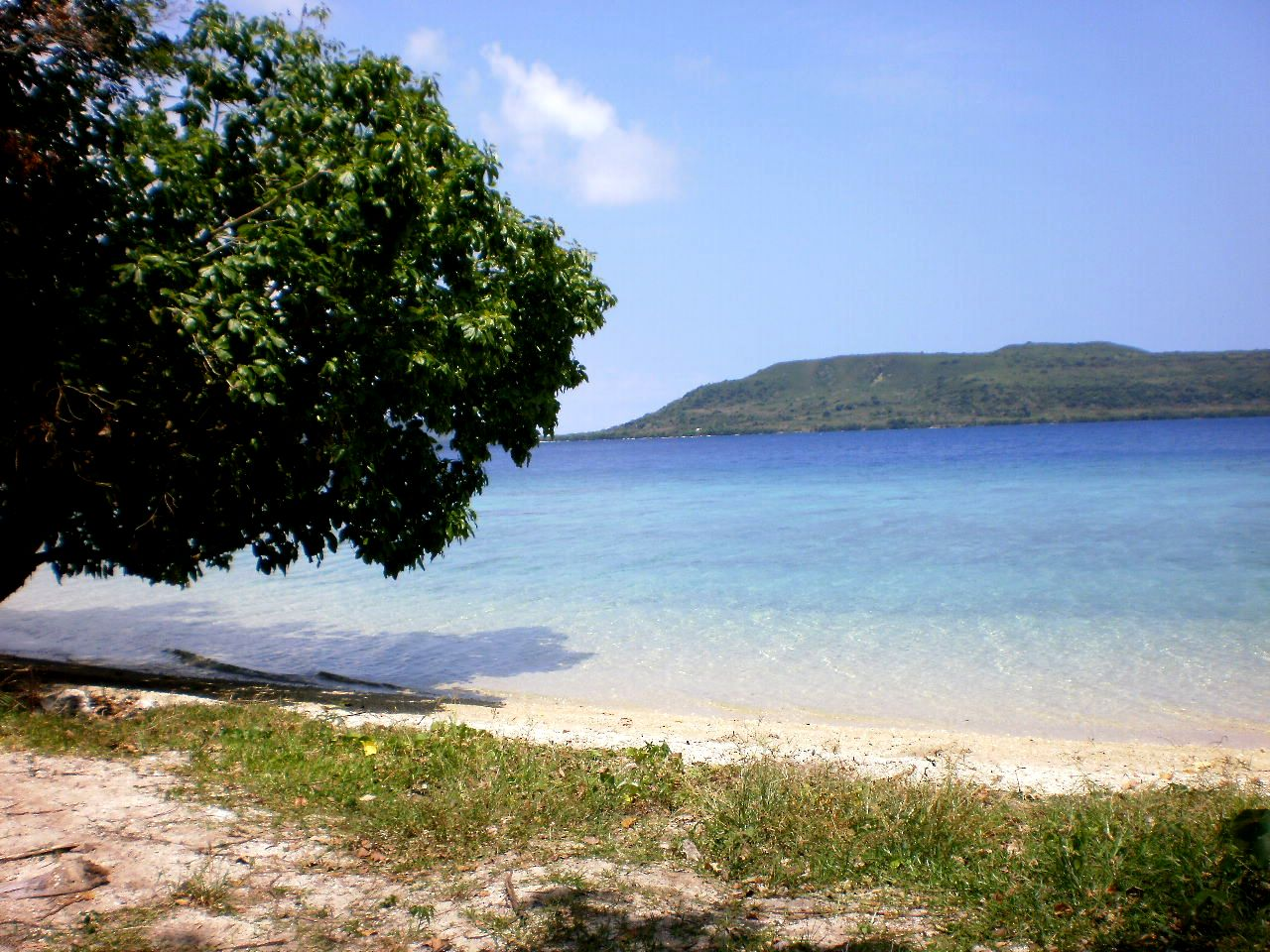
Vue du chenal qui sépare l'île d'Efaté
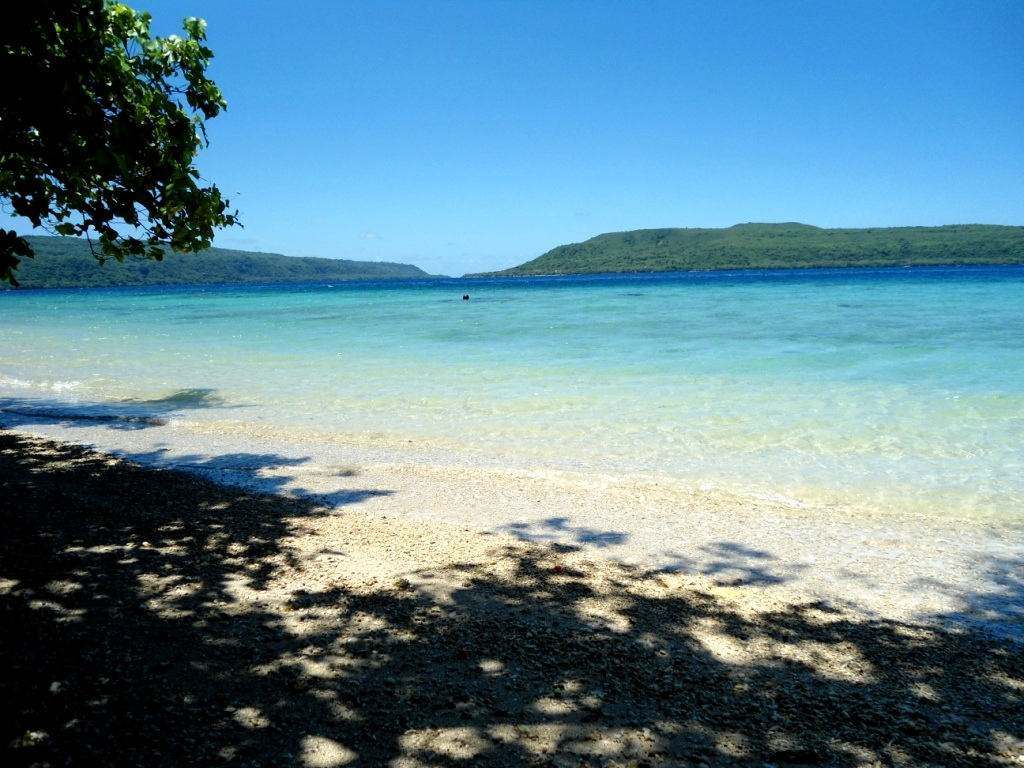
La passe de Lelepa
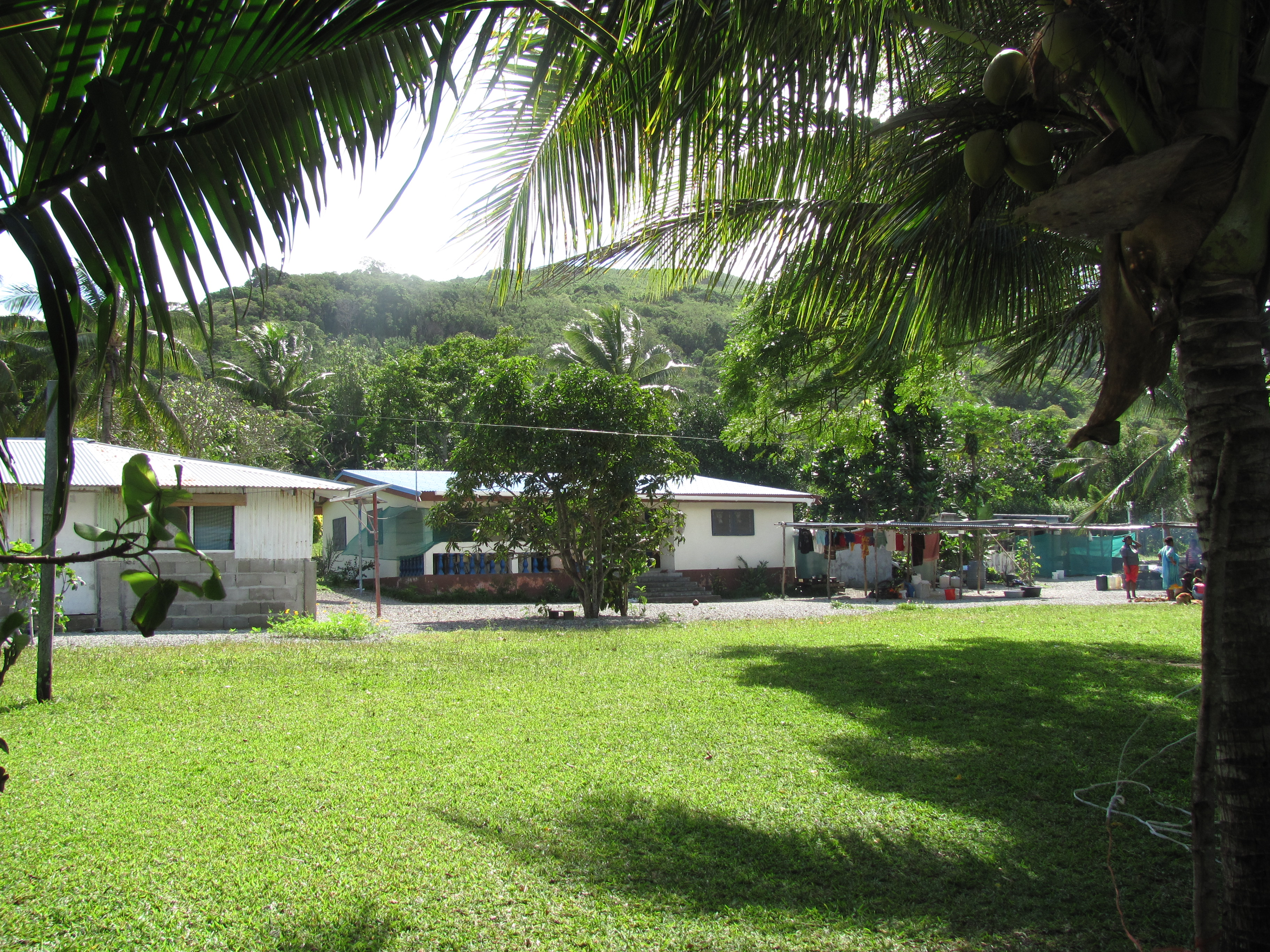
Centre du village de Natapao
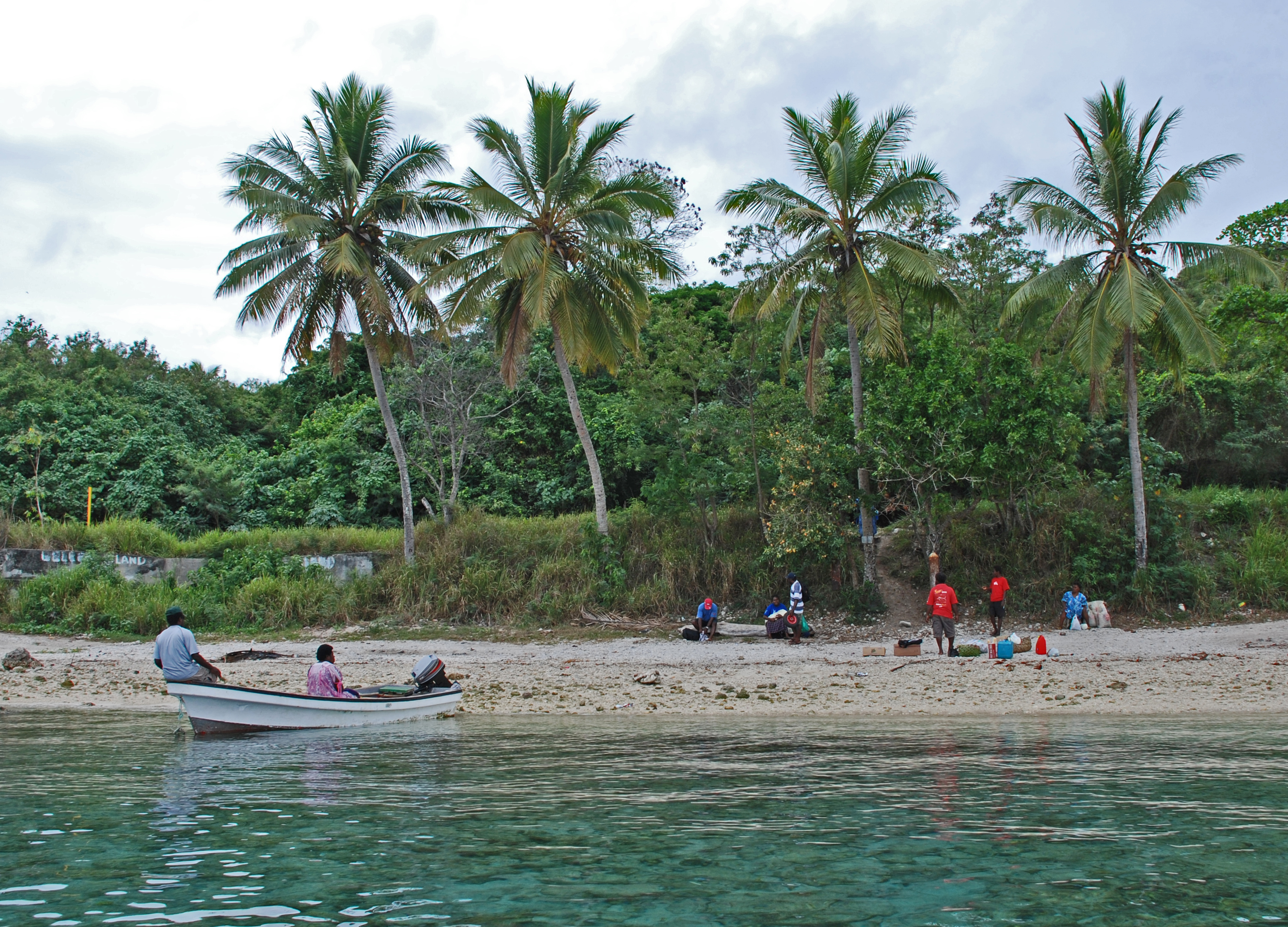
Plage de Lelepa
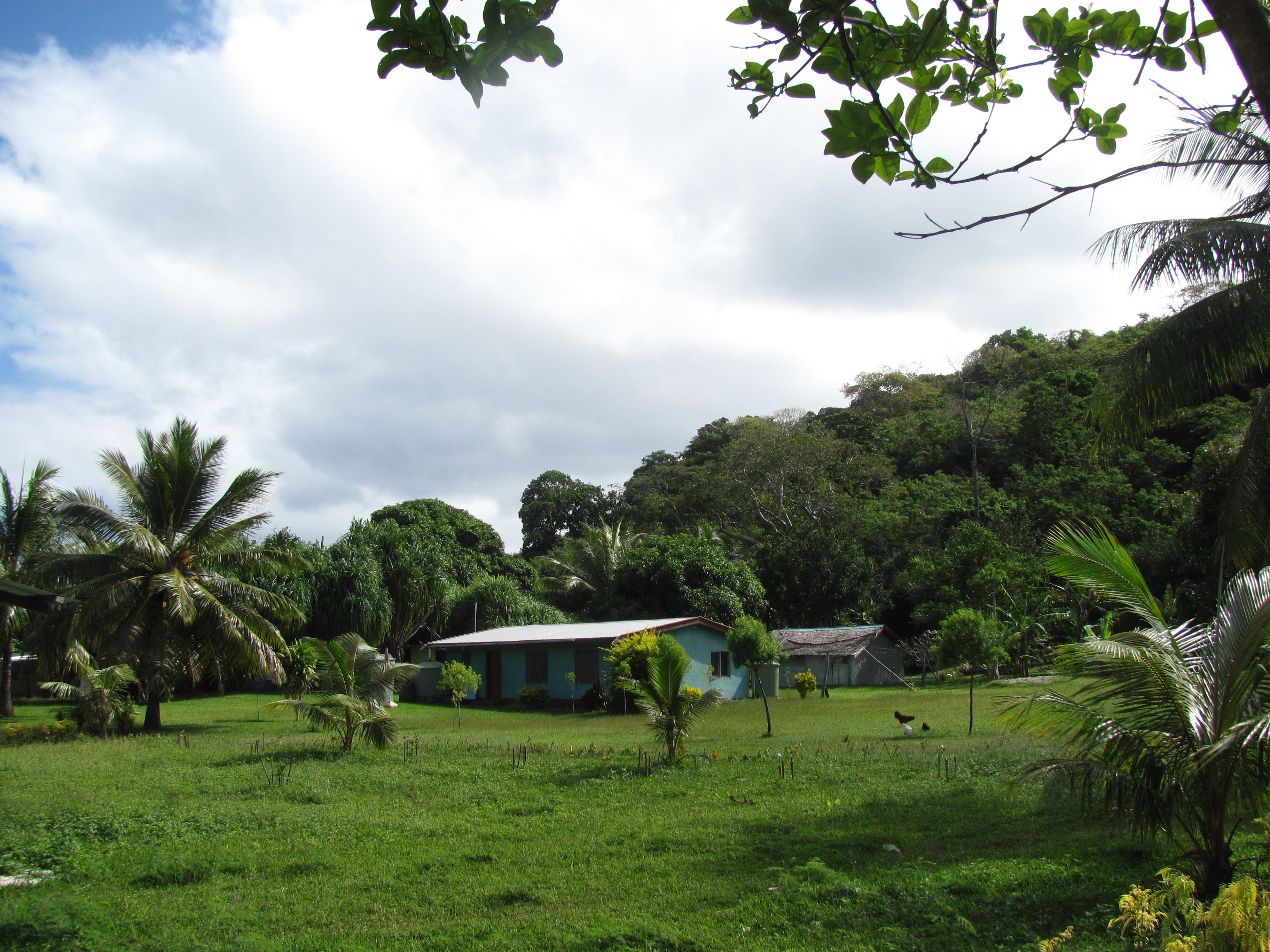
Maison résidentielle typique aux environs de Natapao

## La grotte de Fels

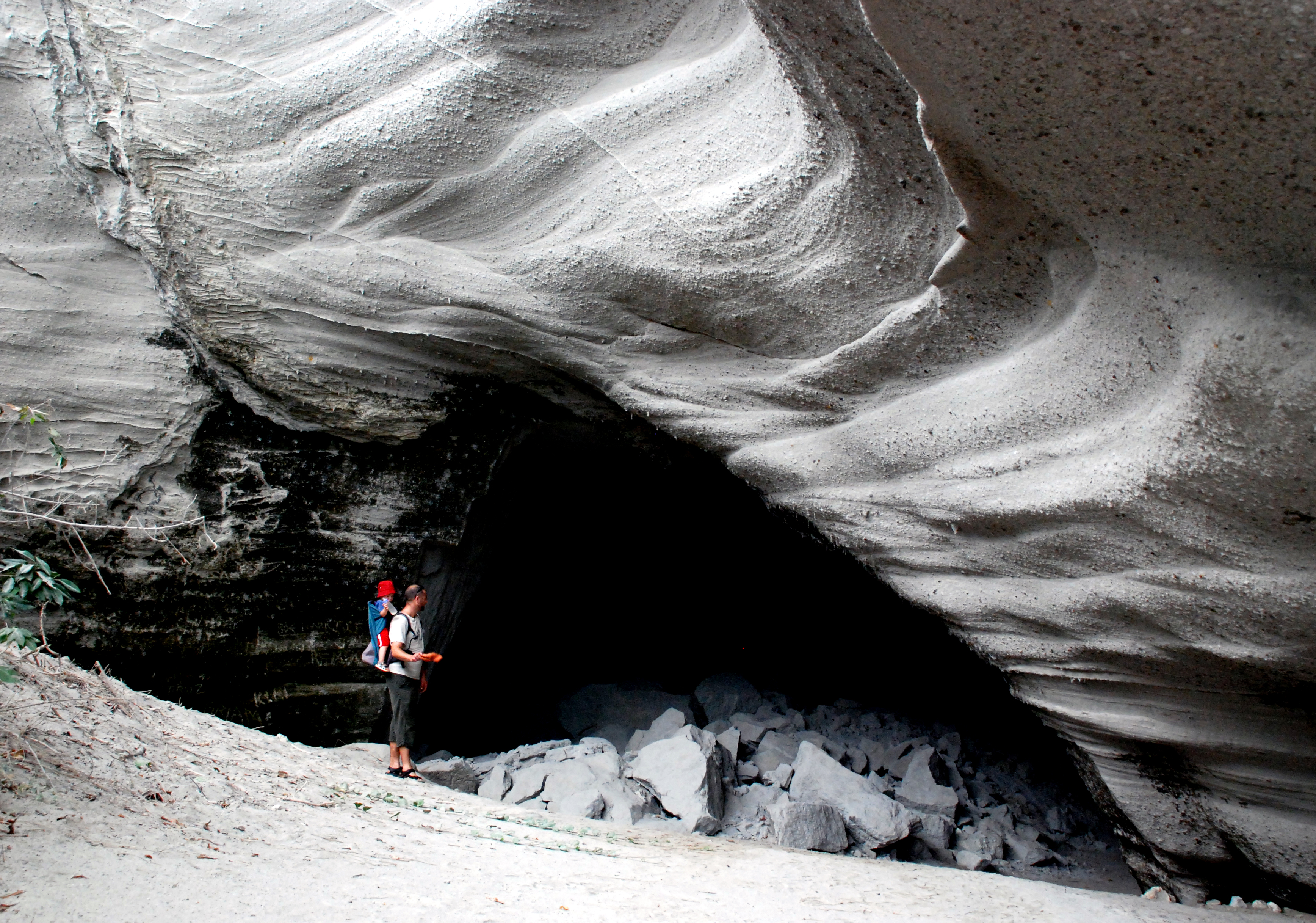
L'entrée de la grotte de Fels

Au sud-ouest  de Lelepa se trouve la grotte de Fels. Le nom Falesa veut dire grotte dans la langue nakanamanga alors que Fels ou Feles sont des variantes locales. On peut trouver dans la grotte plusieurs gravures rupestres faites dans la pierre, ces dessins datent de plus de 3000 ans. Depuis 2008, la grotte fait partie du domaine du chef Roi Mata, qui a été désigné au patrimoine mondial de l'UNESCO. 
Dans certaines légendes, il est dit que le chef coutumier Roi Mata est mort dans cette grotte, vers la fin du seizième siècle. Depuis la sortie, il y a une vue directe sur Eretoka, où il a été enterré. D’autres légendes disent que la grotte était en fait la résidence du chef Roi Mata. 
La grotte de Fels mesure 22 mètres de hauteur et son entrée mesure 6 mètres. Son diamètre est d’environ 50 mètres, avec un plan au sol plutôt circulaire. Les roches qui forment la grotte sont appelées fta en langue locale, elles sont formés de brèches et de pierres ponces. Elle est protégée de l’érosion car elle est recouverte de calcaire.

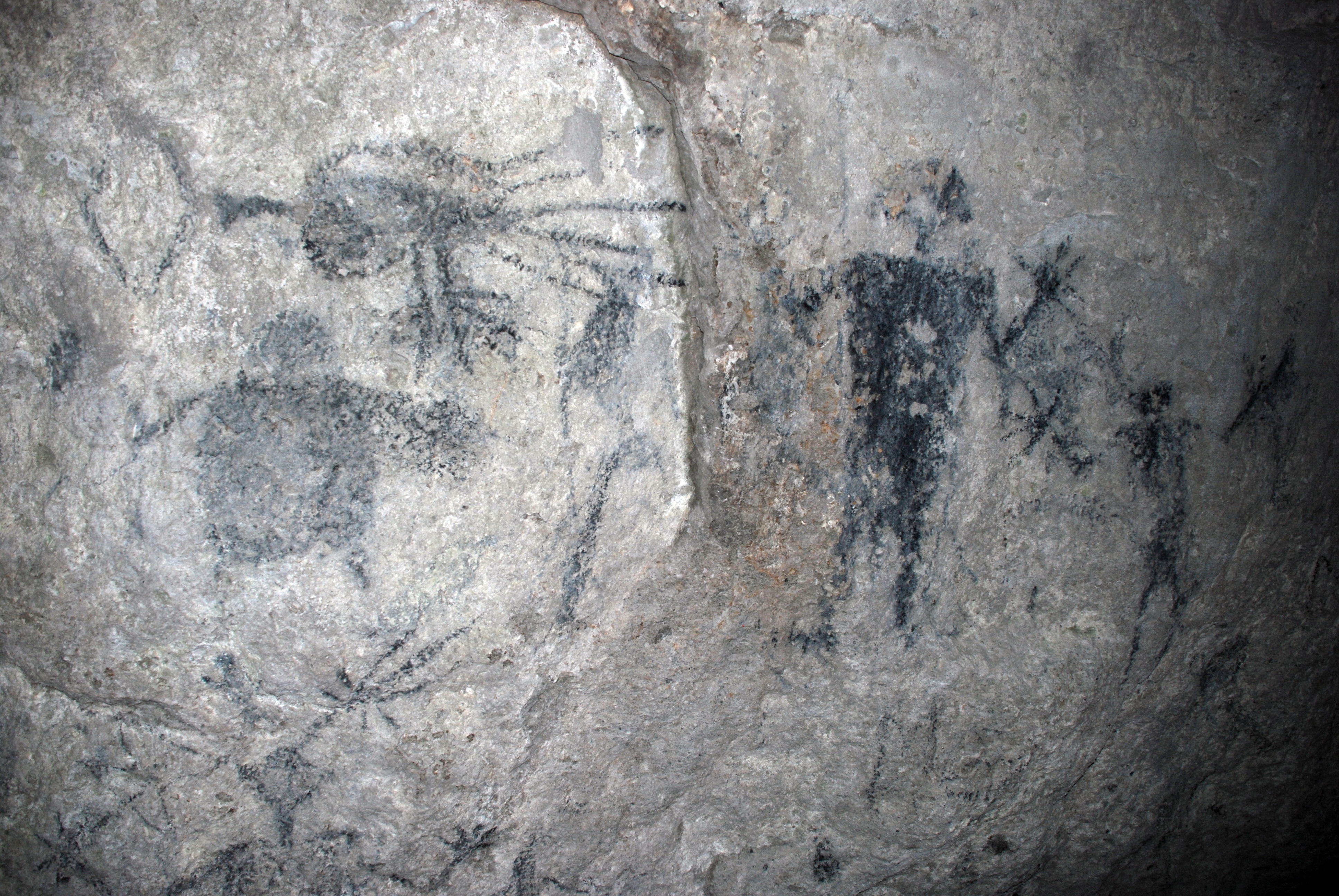
Peintures de la grotte. Le personnage de droite est souvent identifié avec le chef Roi Mata

Les murs de la grotte sont recouverts de peintures, certaines sont même les unes par-dessus les autres. Les plus anciennes seraient les empreintes qui datent sûrement du premier millénaire avant notre ère. Ces peintures sont attribuées à la culture Lapita. La plus grande partie des images sont des dessins de lignes noires. Parmi eux, il y en a qui sont vieux de 1500 ans mais la plupart ont été faits bien après ; les plus récents datent du dix-huitième siècle. Les dessins représentent des oiseaux, des poissons et des figures anthropomorphes. Mais il y a aussi des dessins abstraits : ce sont des figures géométriques simples et complexes comme des angles, triangles et diamants. On peut également trouver une représentation humaine dans la grotte, d’après les traditions, c’est celle de Roi Mata. 
Certaines fouilles ont été faites mais il n’y a aucune preuve qui montre que la grotte a été jamais habitée. Lorsqu’il y a des tremblements de terre, la grotte est menacée par des éboulements. Lors du dernier séisme majeur de 2002, une partie de l’entrée s’est effondrée.
Pour les habitants de Lelepa, la grotte est considérée comme taboue. D’après des croyances locales, après la mort de quelqu’un, l’âme du mort part dans la grotte de Fels. Il est aussi dit que l’on peut trouver leurs traces de pas à l’entrée. Il y a une tradition qui est de balayer près de la grotte après une mort et de chercher les traces de pas le matin suivant.

## Tourisme
La grotte de Fels a attiré plusieurs visiteurs européens depuis le dix-neuvième siècle. À l’entrée, on peut aussi voir des graffiti des voyageurs qui datent de 1874. 
La municipalité de Natapau est responsable d’une compagnie de voyage, elle amène les visiteurs quotidiennement par bateau. L’île de Lelepa est devenue plus connue grâce à l’ouverture de la série télévisée américaine Survivor: Vanuatu, dans laquelle les joueurs sont sur la plage de Lelepa. Mais le camp de la jungle était en fait sur Efate à Mangaliliu. La Saison 6 de Koh-Lanta s'y est également déroulée.